# Seznam katastrálních území v okrese Litoměřice
V této tabulce je uveden kompletní výčet katastrálních území Okresu Litoměřice, včetně rozlohy a sídel, které na nich leží.
| Název KÚ                        | Sídla                                                                   | Obec                 | km2   |
| ------------------------------- | ----------------------------------------------------------------------- | -------------------- | ----- |
| A                               | A                                                                       | A                    |       |
| Bechlín                         | Bechlín                                                                 | Bechlín              | 11,71 |
| Bílý Kostelec                   | Bílý Kostelec                                                           | Úštěk                | 3,06  |
| Bílý Újezd                      | Bílý Újezd, Hrušovka                                                    | Velemín              | 2,63  |
| Bohušovice nad Ohří             | Bohušovice nad Ohří                                                     | Bohušovice nad Ohří  | 4,26  |
| Boreč u Lovosic                 | Bílinka, Boreč, Režný Újezd                                             | Velemín              | 3,86  |
| Brňany                          | Brňany                                                                  | Brňany               | 5,64  |
| Brníkov                         | Brníkov                                                                 | Mšené-lázně          | 6,71  |
| Brocno                          | Brocno                                                                  | Štětí                | 12,25 |
| Brozany nad Ohří                | Brozany nad Ohří                                                        | Brozany nad Ohří     | 11,2  |
| Brusov                          | Brusov, Třebín, Zelený                                                  | Úštěk                | 3,85  |
| Brzánky                         | Brzánky                                                                 | Brzánky              | 2,18  |
| Břehoryje                       | Břehoryje                                                               | Drahobuz             | 3,86  |
| Březno                          | Březno                                                                  | Velemín              | 4,12  |
| Břežany nad Ohří                | Břežany nad Ohří                                                        | Budyně nad Ohří      | 4,47  |
| Bříza                           | Bříza                                                                   | Bříza                | 7,78  |
| Budyně nad Ohří                 | Budyně nad Ohří                                                         | Budyně nad Ohří      | 11,01 |
| Býčkovice                       | Býčkovice                                                               | Býčkovice            | 4,06  |
| Bylochov                        | Bylochov                                                                | Snědovice            | 2,87  |
| Ctiněves                        | Ctiněves                                                                | Ctiněves             | 5,48  |
| Čakovice u Radouně              | Čakovice                                                                | Štětí                | 2,82  |
| Černěves                        | Černěves                                                                | Černěves             | 4,54  |
| Černiv                          | Černiv                                                                  | Černiv               | 3,17  |
| Černouček                       | Černouček                                                               | Černouček            | 3,72  |
| České Kopisty                   | České Kopisty                                                           | Terezín              | 2,97  |
| Čížkovice                       | Čížkovice                                                               | Čížkovice            | 4,74  |
| Děčany                          | Děčany                                                                  | Děčany               | 2,43  |
| Děkovka                         | Děkovka                                                                 | Podsedice            | 2,13  |
| Dlažkovice                      | Dlažkovice                                                              | Dlažkovice           | 2,69  |
| Dobkovičky                      | Dobkovičky                                                              | Velemín              | 2,55  |
| Dobříň                          | Dobříň                                                                  | Dobříň               | 6,06  |
| Doksany                         | Doksany                                                                 | Doksany              | 3,11  |
| Dolánky nad Ohří                | Dolánky nad Ohří                                                        | Dolánky nad Ohří     | 3,31  |
| Dolní Chobolice                 | Dolní Chobolice                                                         | Liběšice             | 1,57  |
| Dolní Šebířov                   | Dolní Šebířov                                                           | Lovečkovice          | 1,84  |
| Dolní Týnec                     | Dolní Týnec                                                             | Třebušín             | 1,7   |
| Dolní Vysoké I                  | Dolní Vysoké                                                            | Úštěk                | 1,19  |
| Dolní Vysoké II                 | Levín                                                                   | Levín                | 0,27  |
| Drahobuz                        | Drahobuz                                                                | Drahobuz             | 4,34  |
| Držovice                        | Držovice                                                                | Úštěk                | 3,32  |
| Dřemčice                        | Blešno, Dřemčice                                                        | Třebívlice           | 3,32  |
| Dřevce                          | Dřevce                                                                  | Třebívlice           | 0,65  |
| Dubany                          | Dubany                                                                  | Libochovice          | 3,01  |
| Dubičná                         | Dubičná                                                                 | Úštěk                | 2,83  |
| Dušníky                         | Dušníky                                                                 | Dušníky              | 4,28  |
| Encovany                        | Encovany                                                                | Polepy               | 5,34  |
| Evaň                            | Evaň                                                                    | Evaň                 | 5,14  |
| Habřina u Úštěku                | Habřina                                                                 | Úštěk                | 3,93  |
| Hlinná                          | Hlinná                                                                  | Hlinná               | 3,76  |
| Hlupice                         | Touchořiny                                                              | Lovečkovice          | 1,57  |
| Hněvice                         | Hněvice                                                                 | Štětí                | 3,55  |
| Horka u Libochovic              | Horka                                                                   | Evaň                 | 2,41  |
| Horní Beřkovice                 | Horní Beřkovice                                                         | Horní Beřkovice      | 5,1   |
| Horní Chobolice                 | Horní Chobolice, Klokoč                                                 | Liběšice             | 3,94  |
| Horní Nezly                     | Dolní Nezly, Dolní Řepčice, Horní Nezly                                 | Liběšice             | 3,73  |
| Horní Řepčice                   | Horní Řepčice                                                           | Horní Řepčice        | 2,6   |
| Horní Týnec                     | Horní Týnec                                                             | Třebušín             | 2,63  |
| Hostěnice u Brozan              | Hostěnice                                                               | Brozany nad Ohří     | 3,48  |
| Hoštka                          | Hoštka                                                                  | Hoštka               | 6,56  |
| Hrdly                           | Hrdly                                                                   | Bohušovice nad Ohří  | 4,37  |
| Hrobce                          | Hrobce                                                                  | Hrobce               | 1,47  |
| Hrušovany                       | Hrušovany                                                               | Polepy               | 3     |
| Charvatce u Martiněvsi          | Charvatce                                                               | Martiněves           | 3,66  |
| Chcebuz                         | Chcebuz, Veselí                                                         | Štětí                | 6,6   |
| Chodouny                        | Chodouny                                                                | Chodouny             | 6,09  |
| Chodovlice                      | Chodovlice                                                              | Chodovlice           | 3,08  |
| Chotěšov u Vrbičan              | Chotěšov                                                                | Chotěšov             | 7,82  |
| Chotiměř                        | Chotiměř                                                                | Chotiměř             | 3,42  |
| Chotiněves                      | Chotiněves                                                              | Chotiněves           | 4,83  |
| Chrášťany u Dřemčic             | Chrášťany                                                               | Podsedice            | 5,37  |
| Chudoslavice                    | Chudoslavice, Myštice                                                   | Chudoslavice         | 3,85  |
| Chvalín                         | Chvalín                                                                 | Nové Dvory           | 2,31  |
| Ječovice                        | Ječovice                                                                | Mšené-lázně          | 2,47  |
| Jenčice                         | Jenčice                                                                 | Jenčice              | 6,35  |
| Jištěrpy                        | Jištěrpy                                                                | Chotiněves           | 2,21  |
| Kalovice                        | Kalovice                                                                | Úštěk                | 3,85  |
| Kamýk u Litoměřic               | Kamýk                                                                   | Kamýk                | 5,78  |
| Keblice                         | Keblice                                                                 | Keblice              | 5,08  |
| Klapý                           | Klapý                                                                   | Klapý                | 8,94  |
| Kleneč                          | Kleneč                                                                  | Kleneč               | 5,85  |
| Kletečná                        | Kletečná                                                                | Velemín              | 3,93  |
| Knínice u Touchořin             | Knínice                                                                 | Lovečkovice          | 4,39  |
| Kocourov u Medvědic             | Kocourov                                                                | Třebenice            | 2,4   |
| Kochovice                       | Kochovice                                                               | Hoštka               | 1,67  |
| Kololeč                         | Kololeč                                                                 | Třebenice            | 1,04  |
| Konojedy u Úštěku               | Konojedy                                                                | Úštěk                | 5,69  |
| Kostelec nad Ohří               | Kostelec nad Ohří                                                       | Budyně nad Ohří      | 4,24  |
| Kostomlaty pod Řípem            | Kostomlaty pod Řípem                                                    | Kostomlaty pod Řípem | 7,89  |
| Kotelice                        | Kotelice                                                                | Třebušín             | 1,23  |
| Krabčice u Roudnice nad Labem   | Krabčice                                                                | Krabčice             | 4,49  |
| Křesín                          | Křesín                                                                  | Křesín               | 5,84  |
| Křešice u Litoměřic             | Křešice                                                                 | Křešice              | 3,24  |
| Křešov                          | Křešov                                                                  | Snědovice            | 2,4   |
| Kyškovice                       | Kyškovice                                                               | Kyškovice            | 3,42  |
| Lbín                            | Lbín                                                                    | Hlinná               | 5,2   |
| Leská                           | Leská                                                                   | Třebívlice           | 2,19  |
| Levín u Litoměřic               | Horní Vysoké, Levín                                                     | Levín                | 2,15  |
| Levínské Petrovice              | Levínské Petrovice                                                      | Lovečkovice          | 2,45  |
| Levousy                         | Levousy                                                                 | Křesín               | 3,96  |
| Lhota u Medvědic                | Lhota                                                                   | Třebenice            | 1,17  |
| Lhota u Úštěku                  | Lhota                                                                   | Úštěk                | 2     |
| Lhotka nad Labem                | Lhotka nad Labem                                                        | Lhotka nad Labem     | 3,01  |
| Liběšice u Litoměřic            | Liběšice                                                                | Liběšice             | 4,46  |
| Libínky                         | Libínky                                                                 | Polepy               | 0,85  |
| Libkovice pod Řípem             | Libkovice pod Řípem                                                     | Libkovice pod Řípem  | 7,95  |
| Libochovany                     | Libochovany                                                             | Libochovany          | 5,75  |
| Libochovice                     | Libochovice                                                             | Libochovice          | 8,77  |
| Libotenice                      | Libotenice                                                              | Libotenice           | 5,72  |
| Ličenice                        | Ličenice                                                                | Úštěk                | 1,59  |
| Litochovice nad Labem           | Litochovice nad Labem                                                   | Prackovice nad Labem | 3,98  |
| Litoměřice                      | Litoměřice-Město, Za nemocnicí, Předměstí                               | Litoměřice           | 14,1  |
| Lkáň                            | Lkáň                                                                    | Lkáň                 | 4,47  |
| Lounky                          | Lounky                                                                  | Chodouny             | 3,9   |
| Lovečkovice                     | Lovečkovice                                                             | Lovečkovice          | 3,25  |
| Lovosice                        | Lovosice                                                                | Lovosice             | 9,37  |
| Lukavec u Lovosic               | Lukavec                                                                 | Lukavec              | 3,35  |
| Lukohořany                      | Lukohořany                                                              | Děčany               | 2,03  |
| Lukov u Úštěku                  | Lukov                                                                   | Úštěk                | 5,01  |
| Malé Žernoseky                  | Malé Žernoseky                                                          | Malé Žernoseky       | 3,32  |
| Malešov u Hoštky                | Malešov                                                                 | Hoštka               | 7,19  |
| Malíč                           | Malíč                                                                   | Malíč                | 1,42  |
| Martiněves u Libochovic         | Martiněves, Pohořice                                                    | Martiněves           | 9,1   |
| Mastířovice                     | Mastířovice                                                             | Vrbice               | 2,12  |
| Maškovice                       | Maškovice                                                               | Ploskovice           | 1,61  |
| Medvědice                       | Medvědice                                                               | Třebenice            | 4,08  |
| Michalovice u Velkých Žernosek  | Michalovice                                                             | Michalovice          | 0,83  |
| Milešov u Lovosic               | Milešov                                                                 | Velemín              | 8,8   |
| Miřejovice                      | Miřejovice                                                              | Miřejovice           | 1,98  |
| Mladé                           | Jeleč, Mladé                                                            | Liběšice             | 2,08  |
| Mlékojedy u Litoměřic           | Mlékojedy                                                               | Mlékojedy            | 2,83  |
| Mnetěš                          | Mnetěš                                                                  | Mnetěš               | 7,65  |
| Mošnice                         | Mošnice                                                                 | Snědovice            | 2,3   |
| Mrsklesy                        | Lipá, Mrsklesy                                                          | Třebenice            | 3,24  |
| Mšené-lázně                     | Mšené-lázně                                                             | Mšené-lázně          | 7,67  |
| Muckov                          | Levín                                                                   | Levín                | 2,48  |
| Mukařov u Úštěku                | Mukařov                                                                 | Lovečkovice          | 3,27  |
| Náčkovice                       | Náčkovice                                                               | Lovečkovice          | 3,08  |
| Nížebohy                        | Nížebohy                                                                | Budyně nad Ohří      | 3,56  |
| Nové Dvory u Doksan             | Nové Dvory                                                              | Nové Dvory           | 4,92  |
| Nové Kopisty                    | Nové Kopisty                                                            | Terezín              | 3,17  |
| Nučnice                         | Nučnice                                                                 | Křešice              | 1,38  |
| Nučničky                        | Nučničky                                                                | Travčice             | 4,26  |
| Obřice                          | Obřice                                                                  | Podsedice            | 1,03  |
| Okna u Polep                    | Okna                                                                    | Polepy               | 1,32  |
| Oleško u Rohatců                | Oleško                                                                  | Oleško               | 3,27  |
| Oparno                          | Oparno                                                                  | Velemín              | 3,24  |
| Ostré                           | Ostré                                                                   | Úštěk                | 2,51  |
| Páleč u Milešova                | Milešov                                                                 | Velemín              | 3,13  |
| Písty                           | Písty                                                                   | Budyně nad Ohří      | 5,67  |
| Píšťany                         | Píšťany                                                                 | Píšťany              | 2,81  |
| Ploskovice                      | Ploskovice                                                              | Ploskovice           | 2,35  |
| Pnětluky u Podsedic             | Pnětluky                                                                | Podsedice            | 1,04  |
| Počaply u Terezína              | Počaply                                                                 | Terezín              | 3,31  |
| Počeplice                       | Počeplice                                                               | Štětí                | 5,23  |
| Podbradec                       | Podbradec                                                               | Mšené-lázně          | 5,4   |
| Podlusky                        | Podlusky                                                                | Roudnice nad Labem   | 2,81  |
| Podsedice                       | Podsedice                                                               | Podsedice            | 5,67  |
| Pohořany                        | Pohořany                                                                | Žitenice             | 6,74  |
| Pokratice                       | Pokratice                                                               | Litoměřice           | 3,89  |
| Polepy                          | Polepy                                                                  | Polepy               | 4,33  |
| Poplze                          | Poplze                                                                  | Libochovice          | 3,85  |
| Prackovice nad Labem            | Prackovice nad Labem                                                    | Prackovice nad Labem | 4,1   |
| Prosmyky                        | Lovosice                                                                | Lovosice             | 2,52  |
| Předonín                        | Předonín                                                                | Bechlín              | 3,52  |
| Přestavlky u Roudnice nad Labem | Přestavlky                                                              | Přestavlky           | 5,61  |
| Račice u Štětí                  | Račice                                                                  | Račice               | 5,27  |
| Račiněves                       | Račiněves                                                               | Račiněves            | 11,14 |
| Radešín u Martiněvsi            | Radešín                                                                 | Martiněves           | 7,35  |
| Radostice u Vchynice            | Radostice                                                               | Vchynice             | 1,77  |
| Radouň u Štětí                  | Radouň                                                                  | Štětí                | 6,38  |
| Radovesice u Libochovic         | Radovesice                                                              | Radovesice           | 5,1   |
| Rašovice u Kalovic              | Rašovice                                                                | Úštěk                | 5,36  |
| Robeč                           | Robeč                                                                   | Úštěk                | 3     |
| Rohatce                         | Rohatce                                                                 | Hrobce               | 5,91  |
| Rochov                          | Rochov                                                                  | Rochov               | 3,3   |
| Rochov u Tetčiněvsi             | Rochov                                                                  | Úštěk                | 5,34  |
| Roudnice nad Labem              | Roudnice nad Labem                                                      | Roudnice nad Labem   | 13,86 |
| Roudníček                       | Roudníček                                                               | Budyně nad Ohří      | 1,91  |
| Rovné pod Řípem                 | Rovné                                                                   | Krabčice             | 3,78  |
| Ředhošť                         | Ředhošť                                                                 | Mšené-lázně          | 9,66  |
| Řepčice                         | Řepčice                                                                 | Třebušín             | 4,76  |
| Řepnice                         | Řepnice                                                                 | Libochovany          | 2,54  |
| Sedlec u Libochovic             | Sedlec                                                                  | Sedlec               | 3,99  |
| Sedlec u Litoměřic              | Sedlec                                                                  | Křešice              | 1,57  |
| Semeč                           | Semeč                                                                   | Děčany               | 2,2   |
| Siřejovice                      | Siřejovice                                                              | Siřejovice           | 6,16  |
| Skalice u Lovosic               | Skalice                                                                 | Třebívlice           | 0,8   |
| Skalice u Žitenic               | Skalice                                                                 | Žitenice             | 1,53  |
| Slatina pod Hazmburkem          | Slatina                                                                 | Slatina              | 6,94  |
| Snědovice                       | Snědovice                                                               | Snědovice            | 5,53  |
| Soběnice                        | Nová Vesnička, Soběnice                                                 | Liběšice             | 4,48  |
| Solany                          | Solany                                                                  | Děčany               | 5,74  |
| Srdov                           | Lhotsko, Srdov                                                          | Liběšice             | 6,36  |
| Staňkovice                      | Staňkovice                                                              | Staňkovice           | 2,59  |
| Staré                           | Staré                                                                   | Třebívlice           | 1,43  |
| Starý Týn                       | Starý Týn                                                               | Úštěk                | 2,07  |
| Stračí                          | Stračí                                                                  | Štětí                | 4,44  |
| Strachaly                       | Strachaly                                                               | Snědovice            | 2,93  |
| Straškov                        | Straškov                                                                | Straškov-Vodochody   | 4,29  |
| Strážiště u Drahobuze           | Strážiště                                                               | Drahobuz             | 1,77  |
| Střížovice u Snědovic           | Střížovice                                                              | Snědovice            | 3,83  |
| Sukorady                        | Sukorady                                                                | Snědovice            | 4,34  |
| Sulejovice                      | Sulejovice                                                              | Sulejovice           | 3,71  |
| Sutom                           | Sutom                                                                   | Třebenice            | 2,03  |
| Svařenice                       | Svařenice                                                               | Vrutice              | 3,02  |
| Šepetely                        | Šepetely                                                                | Třebívlice           | 1,55  |
| Štětí I                         | Štětí                                                                   | Štětí                | 6,41  |
| Štětí II                        | Štětí                                                                   | Štětí                | 1,16  |
| Těchobuzice                     | Těchobuzice                                                             | Ploskovice           | 1,91  |
| Teplá u Třebenic                | Teplá                                                                   | Třebenice            | 1,58  |
| Terezín                         | Terezín                                                                 | Terezín              | 4,11  |
| Tetčiněves                      | Tetčiněves                                                              | Úštěk                | 8,03  |
| Tlučeň                          | Kundratice, Tlučeň                                                      | Hlinná               | 3,05  |
| Touchořiny                      | Touchořiny                                                              | Lovečkovice          | 2,87  |
| Travčice                        | Travčice                                                                | Travčice             | 3,65  |
| Trnobrany                       | Trnobrany                                                               | Liběšice             | 2,71  |
| Trnová u Polep                  | Libínky                                                                 | Polepy               | 1,88  |
| Trnovany u Litoměřic            | Podviní, Trnovany                                                       | Trnovany             | 3,04  |
| Třebenice                       | Třebenice                                                               | Třebenice            | 6,33  |
| Třebívlice                      | Třebívlice                                                              | Třebívlice           | 4,09  |
| Třeboutice                      | Třeboutice                                                              | Křešice              | 1,93  |
| Třebušín                        | Třebušín                                                                | Třebušín             | 5,31  |
| Třebutičky                      | Třebutičky                                                              | Polepy               | 1,61  |
| Újezd u Chcebuze                | Újezd                                                                   | Štětí                | 5,02  |
| Úpohlavy                        | Úpohlavy                                                                | Úpohlavy             | 3,97  |
| Úštěk                           | Úštěk-České Předměstí, Úštěk-Českolipské Předměstí, Úštěk-Vnitřní Město | Úštěk                | 6,49  |
| Vědlice                         | Julčín, Vědlice                                                         | Úštěk                | 5,81  |
| Vědomice                        | Vědomice                                                                | Vědomice             | 5,47  |
| Velemín                         | Velemín                                                                 | Velemín              | 7,97  |
| Velešice u Hoštky               | Velešice                                                                | Hoštka               | 3,38  |
| Velké Žernoseky                 | Velké Žernoseky                                                         | Velké Žernoseky      | 2,96  |
| Velký Hubenov                   | Velký Hubenov                                                           | Snědovice            | 5,92  |
| Velký Újezd u Litoměřic         | Velký Újezd                                                             | Býčkovice            | 1,49  |
| Vesce pod Řípem                 | Vesce                                                                   | Krabčice             | 2,03  |
| Vetlá                           | Vetlá                                                                   | Vrbice               | 3,75  |
| Vchynice                        | Vchynice                                                                | Vchynice             | 3,44  |
| Vinné                           | Starý Mlýnec, Vinné                                                     | Ploskovice           | 2,52  |
| Vlastislav                      | Vlastislav                                                              | Vlastislav           | 5,64  |
| Vodochody                       | Vodochody                                                               | Straškov-Vodochody   | 4,15  |
| Vražkov                         | Vražkov                                                                 | Vražkov              | 7,62  |
| Vrbice u Mšeného-lázní          | Vrbice                                                                  | Mšené-lázně          | 5,29  |
| Vrbice u Roudnice nad Labem     | Vrbice                                                                  | Vrbice               | 4,87  |
| Vrbičany u Lovosic              | Vrbičany                                                                | Vrbičany             | 2,41  |
| Vrbka u Roudníčku               | Vrbka                                                                   | Budyně nad Ohří      | 2,72  |
| Vrutice                         | Vrutice                                                                 | Vrutice              | 3,99  |
| Zahořany u Litoměřic            | Zahořany                                                                | Křešice              | 2,95  |
| Záluží u Roudnice nad Labem     | Kozlovice, Záluží                                                       | Záluží               | 4,2   |
| Zimoř                           | Zimoř                                                                   | Liběšice             | 2,89  |
| Žabovřesky nad Ohří             | Žabovřesky nad Ohří                                                     | Žabovřesky nad Ohří  | 4,79  |
| Žalhostice                      | Žalhostice                                                              | Žalhostice           | 2,33  |
| Želechovice                     | Želechovice                                                             | Čížkovice            | 2,31  |
| Židovice nad Labem              | Židovice                                                                | Židovice             | 3,56  |
| Žitenice                        | Žitenice                                                                | Žitenice             | 4,8   |

Celková výměra 1032,08 km2